# Dante (månekrater)
Dante er et nedslagskrater på Månen. Det befinder sig på den nordlige halvkugle på Månens bagside, nøjagtigt modsat nulmeridianen, som vender mod Jorden. Det er opkaldt efter den italienske digter Dante Alighieri (1265 – 1321).
Navnet blev officielt tildelt af den Internationale Astronomiske Union (IAU) i 1970. 

## Omgivelser
Dantekraterets nærmeste betydende naboer er Larmor mod nord og Morse mod sydøst. Mod sydvest ligger det usædvanligt formede Buys-Ballotkrater.

## Karakteristika
Over dette krater ligger dele af det strålesystem, som udgår fra "Larmor Q" mod nordvest. Dantes rand er cirkulær, men noget eroderet. Det nye krater "Dante G" er forbundet med Dantes yderside langs den øst-sydøstlige rand. Kraterbunden er ujævn og mærket af adskillige små nedslag..

## Satellitkratere
De kratere, som kaldes satellitter, er små kratere beliggende i eller nær hovedkrateret. Deres dannelse er sædvanligvis sket uafhængigt af dette, men de får samme navn som hovedkrateret med tilføjelse af et stort bogstav. På kort over Månen er det en konvention at identificere dem ved at placere dette bogstav på den side af satellitkraterets midte, som ligger nærmest hovedkrateret. Dantekrateret har følgende satellitkratere:
| Dante | Længde  | Bredde   | Diameter |
| ----- | ------- | -------- | -------- |
| C     | 28,3° N | 177,1° V | 54 km    |
| E     | 26,7° N | 177,0° V | 43 km    |
| G     | 24,9° N | 178,6° V | 24 km    |
| P     | 23,6° N | 179,4° Ø | 27 km    |
| S     | 24,9° N | 177,3° Ø | 17 km    |
| T     | 25,8° N | 176,6° Ø | 20 km    |
| Y     | 27,1° N | 179,5° Ø | 27 km    |

## Måneatlas
- Billeder af Dantekrateret i LPI-måneatlasset